# モーフォ (曲)
「モーフォ」（Mofo)は、U2の1997年アルバム『Pop』に収録されている曲で、シングルカットされた。

## 概要
元は「The Return Of The Fly」とか「Mothership」とか「Oedipussy」とか「MMFR」というタイトルだった。
「I Will Follow」「Tomorrow」「Lemon」「Iris」「Volcano」と並び、ボノの母のアイリス・ヒューソンについて歌った曲。ロック＋ダンスミュージックの融合というアルバムのコンセプトを体現しているのような曲で、バンドも出来には満足しており、エッジは「もっとこの路線を推し進めるべきだった」と後に述懐している。
ちなみにこの曲はUnderworldとのセッションで作られた曲という話がある。
1996年、UnderworldはU2から一緒に曲を作らないかと話を持ちかけられた。 セッションはバンドがスタジオでジャムしている間、ボノが歩きながらマイクに吹き込むという変則的な形で行われた。ボノは出来上がった曲を大変気に入ったのだが、Underworldのカール・ハイドは少しUnderworldの色が強すぎると考え、結局お蔵入りとなった。
また同じ頃、UnderworldがU2のMofoのリミックスを手掛けるという噂が流れたが、恐らく、前述のU2とUnderworldとのセッションで出来上がったのだが「Mofo」だと思われる。Underworldのファンの間ではUnderworldの「Moaner」も曲の類似性とレコーディング時期から、そのセッションでできた曲だと考えられている。

ボノはそのレコーディングを回想して、こう述べている。
信じられないほど素晴らしい曲だったよ。僕たちは屋外で一緒にレコーディングしたんだ。ストリートのサウンドを作るためにストリートでパフォーマンスしたってわけさ。その時、僕たちはセメントを積んだトラックに出くわした。僕は歌いながら歩いていたけど、ヘッドフォンはつけていなかった。僕が道の真ん中に寝転ぶと、ドラックの運転手は僕を轢き殺そうとしてハンドルを右に切ったけど、結局、できなかった。僕たちは時間とキーの中で生きていたんだよ。地球から切り離されてね！

## PV
- 監督：モーリス・リネイン
- プロデューサー：ネッド・オハンロン
- 編集：ブライン・マッキー
- ロケ地：Olympic Stadium（ヘルシンキ）、Feyenoord Stadium（ロッテルダム）
- 撮影日：1998年1月
- リリース日：1998年1月

1997年8月9日のヘルシンキ公演と1997年7月18日のロッテルダム公演の映像が使用されている。ヘルシンキ公演はエッジの誕生日の翌日でモーリー・スタインバーグがこの夜だけベリーダンサーとして復活している。このPVはオーストラリアと南アフリカ共和国でよく流された。

## リミックス
- Phunk Phorse Mix (1997)

by Phunk Phorse (「Mofo」収録)
- Mother's Mix (1997)

by Roni Size (「Mofo」収録)
- Black Hole Dub (1997)

by Phunk Phorse (「Mofo」収録)
- House Flavour Mix (1997)

by Roni Size (「Mofo」収録)
- Romin Remix (1997)

by Romin (「Mofo」収録)